# Делянов, Иван Давыдович
Ива́н Давы́дович Деля́нов (1818—1897) — государственный деятель Российской империи армянского происхождения, попечитель Санкт-Петербургского учебного округа (1858—1861, 1862—1866), директор Императорской публичной библиотеки (1861—1882), товарищ министра народного просвещения (1866—1874), член Государственного совета (с 1874), министр народного просвещения (1882—1897). На посту министра проводил последовательную политику в русле контрреформ Александра III.
Камергер (1849), статс-секретарь Его Императорского Величества (1867), действительный тайный советник (1873). Почётный член Императорской Санкт-Петербургской академии наук (1859). Почётный член Императорского Томского университета (1892). Граф (с 23 ноября 1888 года).

## Биография
Родился в Москве 30 ноября (12 декабря) 1818 года, сын генерал-майора Давида Артемьевича Делянова и Марии Иоакимовны, племянницы графа И. Л. Лазарева. Деляновы — благородный армянский род, с XVIII века состоявший на российской службе.
Получил домашнее образование. «Родители не жалели средств и приглашали к преподаванию к сыновьям весь цвет тогдашней учености». Знал французский, немецкий, английский языки и латынь.
Окончив в 1838 году юридический факультет Московского университета первым кандидатом и пользуясь благосклонностью и покровительством графа Дмитрия Блудова, Делянов поступил на службу во Второе отделение Собственной Его Императорского Величества канцелярии, где занимался кодификацией законов.
В 1852 году он женился на двоюродной сестре Анне Христофоровне Лазаревой, дочери Х. И. Лазарева; её старшая сестра Мария Христофоровна была замужем за графом М. Е. Ниродом, а младшая, Елизавета, вышла замуж за своего двоюродного брата С. Д. Абамелека. В 1853 году у Деляновых родился сын Христофор, умерший в 1864 году от болезни сердца.
В 1854 году Делянову было поручено управление делами Секретного комитета о раскольниках и отступниках от православия. В 1858 году временно заведовал учебной частью в Воспитательном обществе благородных девиц и Александровском училище, в петербургском Екатерининском институте. В 1858 году перешёл в министерство народного просвещения и был назначен попечителем Петербургского учебного округа.
С 18 января 1860 года Иван Делянов — член Главного цензурного управления; 4 августа 1861 года назначен директором Департамента народного просвещения с увольнением от должности попечителя Петербургского учебного округа. 17 ноября 1861 года уволен со службы «согласно прошению». С 3 мая 1866 года Делянов — товарищ министра народного просвещения Дмитрия Толстого и его ближайший сотрудник. Как и его патрон, Делянов выступал за ограничение университетской автономии и сохранение классической системы образования в гимназиях.

## Директор Публичной библиотеки

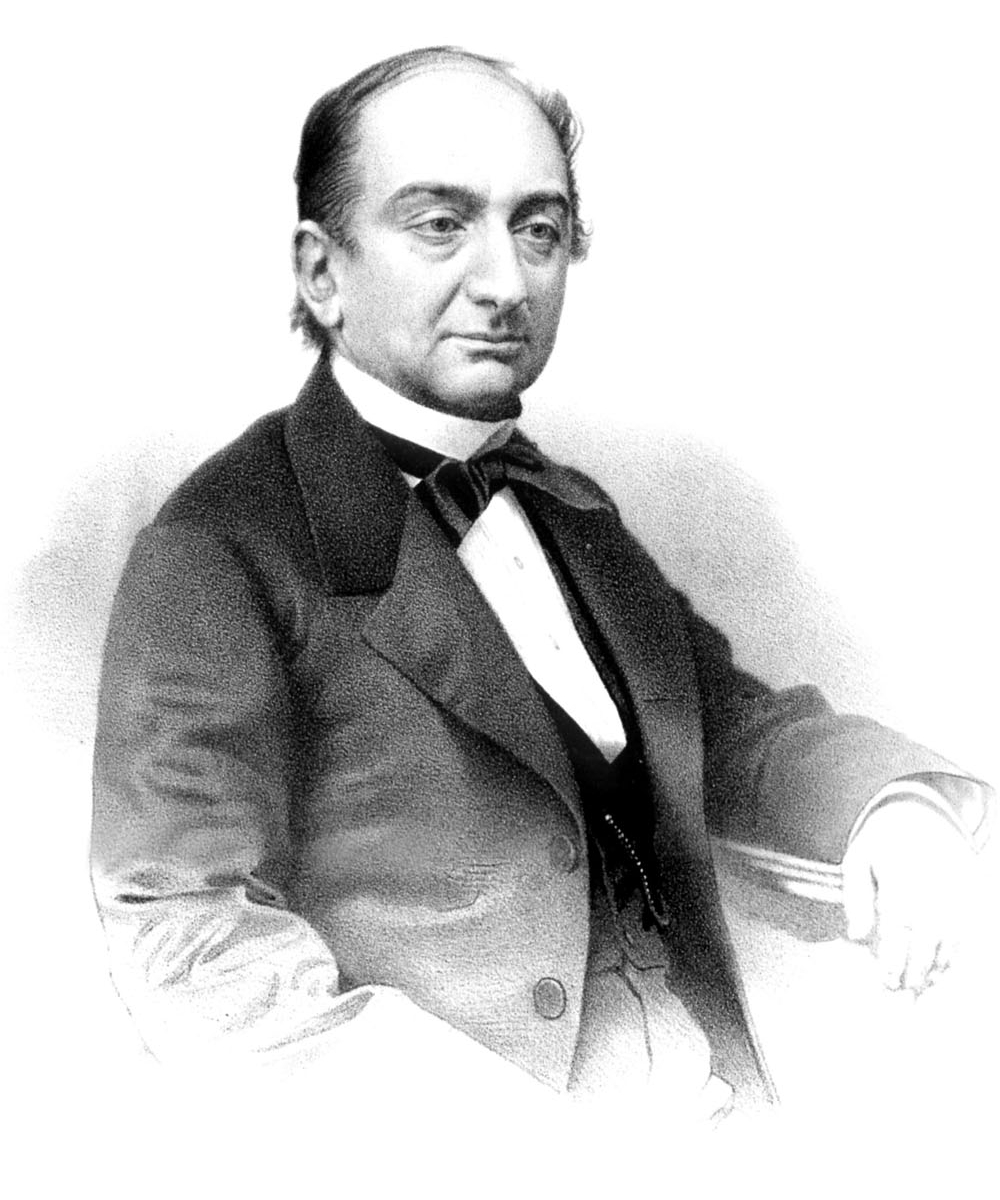
И. Д. Делянов. 1860-е годы.

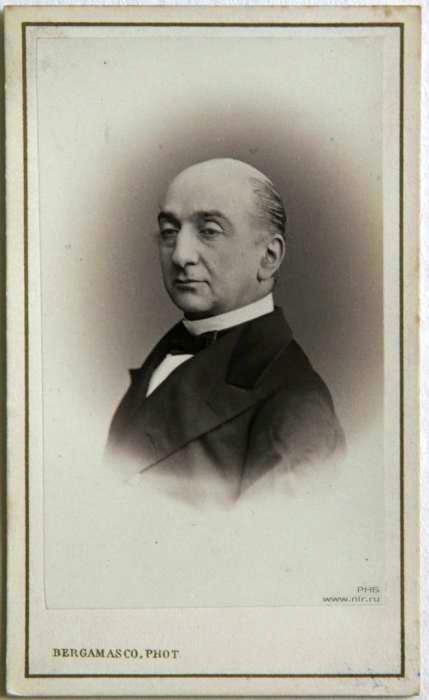
И. Д. Делянов. 1867 год.

6 декабря 1861 года Иван Делянов был назначен директором Публичной библиотеки. За время службы в библиотеке одновременно исполнял и другие государственные должности. С 17 февраля 1862 года вновь назначен попечителем Петербургского учебного округа, а с 1 декабря 1865 года — сенатором. С 1866 года — товарищ министра народного просвещения с увольнением от должности попечителя учебного округа, с оставлением в должности директора библиотеки. В 1867 году назначен статс-секретарём, в 1874 году — членом Государственного совета с увольнением от должности товарища министра народного просвещения. С 1880 года исправлял должность главноуправляющего собственной её императорского величества Канцелярии по учреждениям императрицы Марии Фёдоровны.
С назначением Делянова директором, 24 июля 1862 года библиотека вновь перешла  в ведение Министерства народного просвещения из ведомства императорского Двора. При нём к традиционным путям комплектования — обязательный экземпляр, покупка, дары — прибавился и книгообмен со многими научными учреждениями и обществами Европы, Азии и Америки. С марта 1874 года директор получил право получать из-за границы, без цензуры, печатные труды. Для улучшения комплектования по инициативе директора многие учёные составляли списки заказов книг по трём разделам: необходимые, нужные, полезные. Списки заказов представляли также Академия Наук, Петербургский и Московский университеты, Медико-хирургическая, Петербургская духовная, Михайловская артиллерийская и Николаевская инженерная академии.
С 1863 года в читальном зале велась книга читательских заказов. Универсальный характер фондов библиотеки был сохранён и упрочен путём планомерного определения пропорций роста отдельных частей фонда, в соответствии с потребностями того времени. В виде опыта средства на комплектование были распределены между отделениями с учётом их значения, полноты и запросов читателей. Отделения библиотеки пополнялись и за счёт внутренних резервов. С 1863 года тщательно проверялось Дублетное отделение, из которого недостающие книги поступали в другие отделения, а дублеты передавались в Московский Публичный и Румянцевский музеи, шли на обмен или продавались. Кроме отпускаемых утверждённых императором сумм на комплектование, библиотека могла тратить деньги, получаемые с арендаторов лавок и помещений, от продажи дублетов, от принадлежащих ей процентных бумаг. Иностранными книгами особенно интенсивно комплектовалось Отделение естественных наук (медицина, физика, математика). Библиотека по-прежнему регулярно через своих иностранных комиссионеров скупала эмигрантскую литературу, которая шла в Секретное отделение, существовавшее в первую очередь для нужд «высших правительственных учреждений и лиц». В секретный фонд поступали также издания на русском языке, задерживающиеся при таможенных досмотрах, отобранные при арестах революционеров. В 1867 году издано особое распоряжение об обязательной доставке в библиотеку по одному экземпляру всех тех сочинений, которые судом и цензурой приговаривались к уничтожению. В библиотеку направлялись также экземпляры отдельных статей, исключённых цензорами из различных изданий. При Делянове значительно пополнилось Отделение рукописей.
За время директорства Делянова в библиотеку поступило 317 866 названий в 453 854 томах книг, брошюр, отдельных листов; 15 334 рукописи; 5455 карт и планов; 23 358 эстампов и фотографий; 12 882 музыкальных произведения. Всего 510 883 единиц за 21 год.
Делянов уделял внимание внутренней организации библиотеки. По его приказу в начале 1862 года началась работа над проектом новых устава и бюджета. Проект устава был подготовлен в 1865 году. В нём подчёркивалось, что «библиотека, имея назначением служить науке и обществу, открыта для занятий всем желающим». Проект был опубликован в 1865 году в «Журнале Министерства Народного Просвещения», общественность приняла его положительно, охарактеризовав как «в высшей степени либеральный и рациональный». Однако Устав не был одобрен министром народного просвещения Д. А. Толстым. Тем не менее отдельные части Устава были включены в административные директивы Делянова в 1870 и 1871 годах.
В 1863—1864 годах по приказу Делянова проводилась ревизия состояния организации фондов и каталогов, было установлено большее единообразие в организации каталогов, отменена книжная форма каталогов, подтверждена крепостная расстановка книг. Эти положения были разработаны в утверждённых им 24 декабря 1870 года «Правилах для составления каталогов», согласно которым сохранялись три каталога — алфавитный, системный и инвентарный, но изменялись акценты. Главную роль в обслуживании читателей отводилась алфавитному каталогу. Было введено обязательное ведение системного и алфавитного каталогов на карточках даже и в тех отделениях, где каталоги были переписаны в тетради. С 1875 года введена инвентарная проверка всех отделений. В 1870 году Деляновым были разработаны и утверждены министром народного просвещения «Правила для занятий в ИПБ и для её обозрения», «Правила о Совете ИПБ», «Правила о хозяйственном комитете ИПБ», которые исключили бытовавшие в среде библиотекарей и общественности мысли об общественном предназначении библиотеки. По «Правилам…» выдача литературы за пределы Публичной библиотеки разрешались научным обществам и правительственным учреждениям, а также частным лицам, известным директорам.
В 1870 году Государственный совет утвердил временное расписание должностей и расходов по библиотеке, где была увеличена общая смета расходов и впервые расходы на комплектование, каталогизацию и издательскую деятельности были выделены в особую статью бюджета. Делянов добился от правительства пятидесятипроцентного повышения бюджета Публичной библиотеки. В 1874 году временный бюджет заменён постоянной сметой расходов, закрепившей на четверть века бюджет в размере около 80 тыс. рублей. По новому штату, утверждённому в 1874 году, численность работников библиотеки увеличивалась, расширялась возможность привлечения вольнотрудящихся, использовавшихся главным образом как дежурные читального зала.

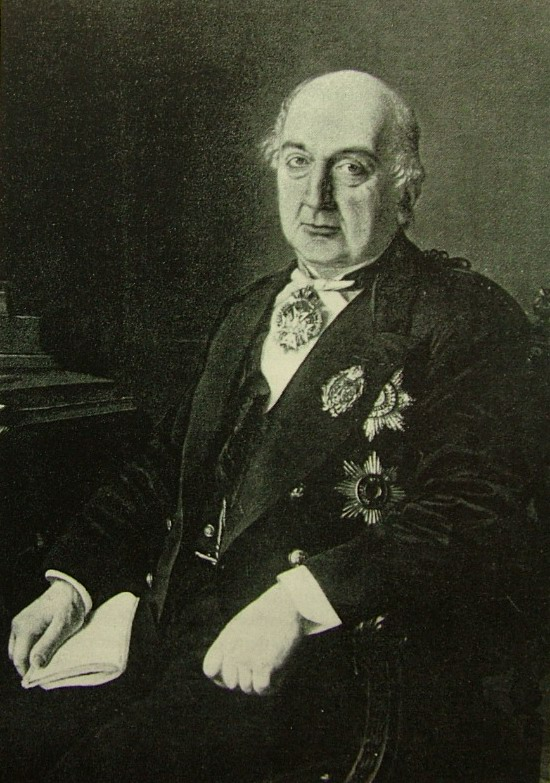
Иван Делянов, министр народного просвещения, ~1883 год.

Делянов стремился расширить для читателей возможность пользоваться фондами библиотеки. В ноябре 1862 открылся новый читальный зал на 250 мест, построенный по проекту В. И. Собольщикова и И. И. Горностаева, с особой комнатой для занятий художников, в самом зале организована справочная библиотека из нескольких тысяч книг, ускорена подача книг из отделений в читальный зал. Устроена комната для пользования научными периодическими изданиями за текущий год. В читальном зале вместо одного общего каталога на подсобный фонд находились восемь печатных системных каталогов. Заведена «Книга заявлений», в которую читатели записывали свои замечания и пожелания. В январе 1871 года при читальном зале была выделена особая комната для читательниц. В 1875 году в зале введены четыре пункта выдачи книг, а в 1877 году устроен специальный пункт для обслуживания повременных изданий. С 1867 году нижним чинам военно-учебных заведений дворянского происхождения было разрешено посещать Библиотеку. Прочие военные нижние чины допущены были в Библиотеку только в 1877 году.
В 1860-х годах Публичная библиотека стала пользоваться славой наиболее благоустроенного и общедоступного в России книгохранилища.
В 1864 году был напечатан каталог периодических изданий, находящихся в журнальной комнате. Это был первый, отдельно изданный в России библиотечный каталог периодики. С этого же года и до 1895 года выходил каталог новых приобретений книг на иностранных языках за 1863—1890 годы в 22 выпусках. По запросам жителей других городов, а также зарубежных библиотекарей готовились библиографические справки. Напечатан целый ряд важных библиографических изданий. Составлено и напечатано несколько каталогов отдельных коллекций книг и рукописей, в том числе каталог Отделения «Россика» в 2-х томах (1873). При Делянове были организованы новые выставки: образцов куфической каллиграфии; рисунков и автографов русских художников; китайских рукописей, украшенных рисунками.
В конце 1870-х — начале 1880-х годов, в эпоху реакционных «контрреформ» Александра III, в Библиотеке за читателями был установлен фактически политический надзор.
При Делянове были произведены работы по упорядочению фондов: разобраны, каталогизированы и расставлены по местам книги, поступившие из Эрмитажной библиотеки, разобрана 30-тысячная библиотека кн. С. В. Кочубея. Книги, напечатанные Эльзевирами, соединены в одну коллекцию, составлен их инвентарь. В связи с участившимися кражами книг в 1868 году были введены контрольные листки для читателей.
Был принят ряд противопожарных мер, возведены кирпичные своды под всеми залами, во всех окнах и в балконных дверях на углу Невского проспекта и Садовой улицы вставлены железные переплёты вместо деревянных и др. Положение осложнялось теснотой, недостатком площадей для размещения фондов и обслуживания посетителей. В 1881 году Делянов обратился к министру императорского Двора и в Городскую думу с просьбой об уступке принадлежащей Министерству и городу земли для строительства новой пристройки к существующему зданию библиотеки, но вопрос этот был разрешён уже при преемнике Делянова — А. Ф. Бычкове.

## Министр народного просвещения

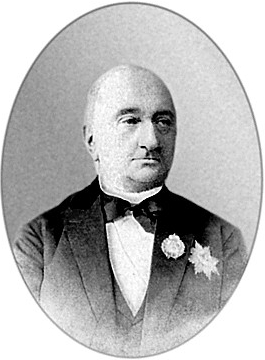
Иван Делянов, министр просвещения, (~1882 год)

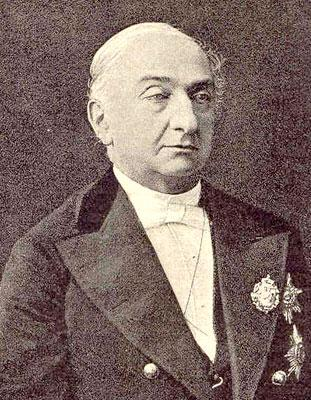

Министром Иван Делянов был назначен 16 марта 1882 года вновь по прямой протекции Д. А. Толстого (тогда ещё не занявшего пост министра внутренних дел), а также при активной поддержке Константина Победоносцева и Михаила Каткова. В связи с назначением министром народного просвещения, Делянов покинул управление Публичной библиотекой. Чтобы отметить его особые заслуги, Совет библиотеки попросил Делянова принять звание почётного члена Совета Публичной библиотеки. В 1883 году по соизволению императора Александра III на средства сотрудников библиотеки в XIV зале, в котором находились исторические сочинения (ныне — читальный зал общественно-политической литературы) был вывешен портрет Делянова работы художника Н. Т. Богацкого.
Деятельность Делянова на посту министра народного просвещения отнюдь не была однозначной. С одной стороны, при нём было обращено особое внимание на техническое и промышленное образование: открыт Харьковский технологический институт и Томский университет, во многих городах открыты средние и низшие технические и промышленные училища, пересмотрены учебные планы классических гимназий, где за счёт древних языков было значительно расширено преподавание русского языка.
Убийство императора Александра II 1 марта 1881 года почти немедленно привело к резкому повороту во внутренней политике России в сторону консервативно-охранительного курса, в том числе и в области народного просвещения. Первым делом Делянов передал в ведение Святейшего Синода церковно-приходские школы и младшие школы грамотности, придав таким образом всему начальному образованию церковный характер. В 1884 году новым университетским уставом была также значительно ограничена автономия университетов и других высших учебных заведений, введено назначение для профессоров и государственные экзамены — для студентов. Наконец, при активном участии Делянова в 1887 году был выпущен печально знаменитый «циркуляр о кухаркиных детях», серьёзным образом затруднявший поступление в гимназии и высшие учебные заведения людям низших сословий. В этом циркуляре напрямую предписывалось не принимать в гимназию «детей кучеров, прачек, мелких лавочников». В 1886 году Деляновым были закрыты Высшие женские курсы, которые были вновь открыты через три года, но уже с новой, значительно изменённой программой. При Делянове была введена строгая процентная норма (квота) приёма евреев в высшие учебные заведения: 10 % — в черте оседлости, 5 % — в губерниях вне черты и 3 % — для столиц.
С другой стороны, во второй половине XIX века значительно выросло количество начальных школ, что привело к заметному увеличению грамотности населения. В значительной мере это произошло благодаря усилиям земств. При этом последовательно принимались меры, призванные сделать специальное образование, особенно высшее, достоянием только верхушки общества, привилегированных сословий. Поэтому единой и преемственной системы учебных заведений так и не было создано, а меры Делянова способствовали тому, что эта система была фактически разделена на две половины: низшее, всесословное образование, и высшее, условием которого стало окончание курса классической гимназии, что теперь стало доступным только небольшому слою горожан.
Нельзя сказать, что сам Иван Делянов был инициатором или идейным вдохновителем такой политики. Добрый, мягкий человек, вечно хлопочущий за массу совсем не знакомых ему людей, он не воспринимался современниками как серьёзный и самостоятельный деятель. Между «своими» служащими министерства он получил кличку «армянский ноль». Его попросту не считали способным на какие-то самостоятельные и последовательные поступки. Главнейшей сильной стороной его была безусловная верность и преданность Дмитрию Толстому и Константину Победоносцеву, которые по существу (через Делянова) и направляли деятельность министерства народного просвещения. И в итоге, хотя некоторые современники отмечали мягкий и добрый характер Делянова, его политика в сфере просвещения у прогрессивных людей вызывала резко отрицательную оценку. Так, Владимир Короленко назвал Делянова человеком, «много лет лежащим гнилой колодой поперёк дороги народного образования». Б. Горев писал в своих воспоминаниях о петербургском студенчестве в 1890-х годах: «Студенческая масса в общем была настроена резко оппозиционно: об этом достаточно заботились деляновские гимназии».
Значительно мягче, хотя и всё-таки с тенью осуждения отзывались о нём известные государственники и консерваторы, люди своего круга. Например, граф Сергей Витте вспоминал об этом министре примерно в таких же выражениях:

«Делянов был очень милый, добрый человек, и вопросы Министерства народного просвещения вообще были ему не чужды. Он был человек культурный, образованный… Он никогда никаких резких вещей не делал, всегда лавировал, держась того направления, которое в то время было преобладающим, а именно направления графа Дмитрия Толстого. Вообще он лавировал на все стороны».— Витте С. Ю. 1849—1894: Детство. Царствования Александра II и Александра III, глава 15 // Воспоминания. — М.: Соцэкгиз, 1960. — Т. 1. — С. 311. — 75 000 экз.
А его коллега, долгие годы хорошо знавший его по министерству, Главный цензор России и одновременно яркий литератор и журналист, Евгений Феоктистов, выразился о нём гораздо короче:

«Делянов представлял собой идеальный пример того, как можно у нас достигнуть весьма высокого положения без сколько-нибудь выдающихся заслуг…»— ( Евгений Феоктистов, «За кулисами политики и литературы»)

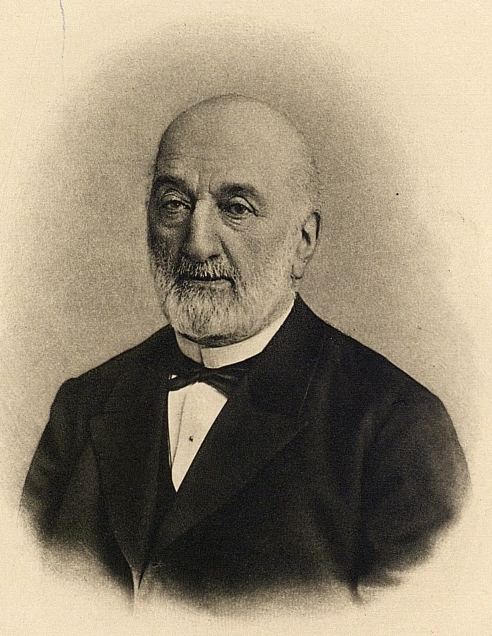
Граф И. Д. Делянов в последние годы жизни.

Пожалован придворными званиями камер-юнкера (1840) и камергера (2 апреля 1849 года). 16 апреля 1867 года удостоен звания статс-секретаря Его Императорского Величества. 23 ноября 1888 года по представлению Дмитрия Толстого, Иван Делянов возведён в графское достоинство. С 1 января 1873 года имел чин действительного тайного советника, а 1 января 1874 года был назначен членом Государственного Совета. С 1892 года и до конца жизни занимал наивысшее положение среди всех российских чиновников по старшинству пожалования чином 2-го класса.
В 1872 году избран председателем Комитета Санкт-Петербургского общества вспомоществования бывшим воспитанникам Московского университета. Кроме того, был избран почётным членом Общества школьных дач для Санкт-Петербургских средних учебных заведений (1893).
Умер 29 декабря 1897 (10 января 1898) года. Похоронен в Воскресенской церкви — в усыпальнице на Смоленском армянском кладбище в Петербурге.
Правнучатая племянница Делянова (правнучка его брата, Николая Давыдовича) княжна Наталья Александровна Голицына была замужем за князем императорской крови Василием Александровичем Романовым (1907—1989).
По завещанию Делянова книги из его библиотеки передавались Петербургскому университету — 2682 названий в 3766 томах (1898) и гимназиям, а редкие издания — Публичной библиотеке и Московскому Румянцевскому музею. В настоящее время личная (владельческая) коллекция И. Д. Делянова хранится в Российской государственной библиотеке.

## Награды

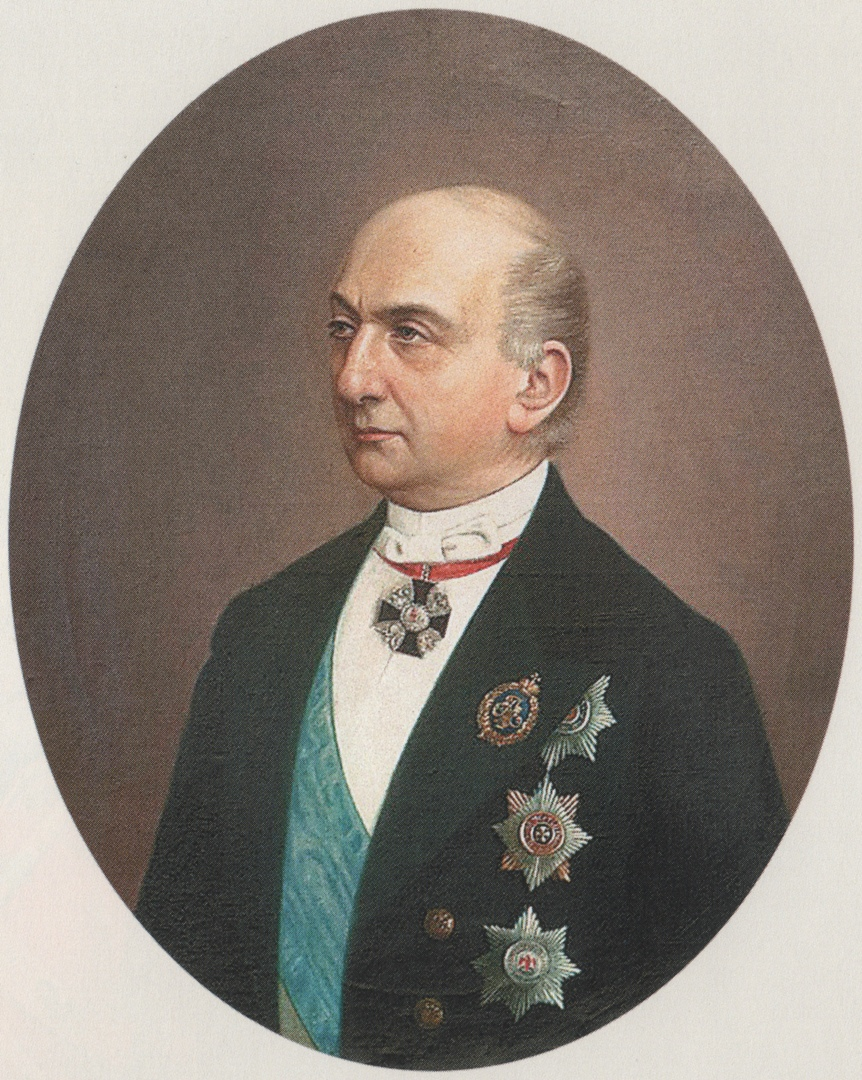
Портрет работы неизвестного художника, 1880-е гг.

- Орден Святого Владимира 4-й степени (26 января 1842)
- Орден Святого Станислава 2-й степени (29 мая 1843)
- Орден Святой Анны 2-й степени (28 января 1845); императорская корона к ордену (24 октября 1847)
- Орден Святого Владимира 3-й степени (30 апреля 1853)
- Орден Святого Станислава 1-й степени (17 апреля 1855)
- Орден Святой Анны 1-й степени (26 августа 1856)
- Орден Святого Владимира 2-й степени (30 августа 1861)
- Орден Белого орла (19 ноября 1862)
- Орден Святого Александра Невского (4 апреля 1865); бриллиантовые знаки к ордену (1 января 1870)
- Орден Святого Владимира 1-й степени (1 января 1877)
- Орден Святого апостола Андрея Первозванного (15 мая 1883); бриллиантовые знаки к ордену (1 января 1894)
- Высочайший рескрипт (14 мая 1896)
- Тёмно-бронзовая Медаль «В память войны 1853—1856» (28 февраля 1857)

Иностранные:
- прусский Орден Красного орла 1-й степени (1874)
- ольденбургский Орден Заслуг герцога Петра-Фридриха-Людвига 1-й степени (1878)
- черногорский Орден князя Даниила I 1-й степени (1879)
- бухарский Орден Благородной Бухары 1-й степени с алмазами (1883)